# Борепер
Борепер (фр. Beaurepaire) — коммуна во Франции, находится в регионе Рона — Альпы. Департамент коммуны — Изер. Входит в состав кантона Борепер. Округ коммуны — Вьенн.
Код INSEE коммуны — 38034. Население коммуны на 2006 год составляло 4412 человек. Населённый пункт находится на высоте от 225 до 315 метров над уровнем моря. Муниципалитет расположен на расстоянии около 450 км юго-восточнее Парижа, 50 км южнее Лиона, 60 км западнее Гренобля. Мэр коммуны — M. Philippe Mignot, мандат действует на протяжении 2008—2014 гг.
Динамика населения (INSEE):

## Города-побратимы
- Ауэнвальд, Германия (1987)